# توني فوكس
توني فوكس (بالإنجليزية: Tony Fox)‏ هو لاعب اتحاد الرغبي أسترالي، ولد في 1934 في كوغارة ‏ في أستراليا.